# Massalongiaceae
Massalongiaceae is een botanische naam voor een familie van korstmossen behorend tot de orde Peltigerales. Het typegeslacht is Massalongia.

## Geslachten
De familie bestaat uit de volgende vier geslachten:
- Leptochidium
- Massalongia
- Polychidium
- Pilonema